# Villy-en-Auxois
Villy-en-Auxois település Franciaországban, Côte-d’Or megyében. Lakosainak száma 227 fő (2022. január 1.). Villy-en-Auxois Salmaise, Chevannay, Avosnes, Champrenault, Charencey, Massingy-lès-Vitteaux, Saffres, Verrey-sous-Salmaise és Villeberny községekkel határos.

## Népesség
A település népessége az elmúlt években az alábbi módon változott:
| Lakosok száma | 370  | 281  | 277  | 239  | 219  | 217  | 218  | 217  | 216  | 227  |
|               | 1968 | 1982 | 1990 | 2006 | 2013 | 2015 | 2017 | 2019 | 2020 | 2022 |